# カール・リーバーマン
カール・テオドール・リーバーマン（Carl Theodor Liebermann, 1842年2月23日 - 1914年12月28日）は、ドイツの化学者である。アドルフ・フォン・バイヤーの弟子。

## 生涯
プロイセン王国のベルリンに生まれた。当初、ロベルト・ブンゼンが教鞭をとっていたハイデルベルク大学で学んだ後、ベルリン大学でアドルフ・フォン・バイヤーの研究室に入り、そこで1865年に博士号を取得した。
1868年に、カール・グレーベとともに橙色・赤色の染料であるアリザリンを合成した。1870年に教授資格試験に合格し、シュトラスブルク大学に移ったバイヤーの跡を継いでベルリン大学の教授となった。
1914年に教授を退職すると、すぐにベルリンで死去した。

## 業績

アリザリンの構造

1826年、フランスの化学者ピエール・ジャン・ロビケは、アカネの根から鮮やかな赤色の染料であるアリザリンを単離し、その構造を決定した。1868年、リーバーマンは、アリザリンを還元すると、コールタールに大量に含まれるアントラセンになることを発見し、アリザリン合成への道を拓いた。アントラセンからのアリザリンの合成に関するリーバーマンとグレーベの特許は、ウィリアム・パーキンの出願よりも1日だけ早かった。この合成法では、アントラセンを塩素化または臭素化して、次に酸化することでアリザリンが得られる。